# Яків (Макарчук)
Яків (світське ім'я — Макарчук Ярослав Іванович; 20 червня 1952, Березівка Радехівського району Львівської області) — архієрей Православної церкви України (до 15 грудня 2018 року — Української православної Церкви Київського патріархату), архієпископ Дрогобицький і Самбірський.

## Життєпис
З 1959 по 1967 роки навчався у середній школі.
У 1967 році поступив на навчання до середнього професійно-технічного училища смт. Добротвір Львівської області, в тому ж році перевівся на навчання в Будівельний технікум смт. Зеленодольськ Дніпропетровської області при Криворізькій ГРЗС-2, який закінчив 1970 року. Був призваний на строкову службу в армію.
У 1972 році звільнений з армії. Працював на Львівському танковому заводі випробовувачем танків.
З 1974 по 1976 рр. навчався у Талліннській мореходній школі. Ходив у море закордонного призначення м. Таллінна «Естрибпром» Естонія.
У 1979 році звільнений за власним бажанням і переїхав у Львів, працював начальником зміни на Львівському Електроламповому заводі.
У 1987—1990 рр. навчався у Ленінградській духовній семінарії.
В  році єпископом Проклом, вікарієм Ленінградської єпархії, був висвячений в сан диякона,
27 травня 1990 року — на священника.
У 1990 році вступив на навчання в Ленінградську Духовну Академію на заочне відділення.
В 1990 році був прийнятий у Львівську єпархію УАПЦ, і направлений настоятелем храму Святого Преображення Господнього м. Львова. Збудував перший у Львові православний храм.
8 листопада 1998 року Патріархом УАПЦ Димитрієм (Яремою), архієпископом Романом (Балащуком) та архієпископом Ігорем (Ісіченком) висвячений в сан єпископа з титулом єпископ Черкаський.
У 1999 році призначений головою відділу душпастирювання Збройних сил та МВС України УАПЦ. На Помісному Соборі УАПЦ 2000 року обраний Головою Контрольно-ревізійної комісії УАПЦ.
31 березня 2004 року подав прохання про прийняття у лоно Української православної церкви Київського патріархату.
Згідно з рішенням Священного синоду УПЦ Київського патріархату (журнал № 22 від 16 липня 2004 року) призначений єпископом Одеським і Балтським, керуючим Одесько-Балтською єпархією.
10 травня 2008 року повідомили про конфлікт єпископа Якова і священника з міста Одеси протоієрея Ярослава Бугринця.
23 січня 2012 року указом патріарха Філарета піднесений в сан архієпископа.
Рішенням Священного Синоду УПЦ Київського патріархату від 08 березня 2013 року (журнал № 16) призначений єпископом Дрогобицьким і Самбірським, керуючим Дрогобицько-Самбірською єпархією.
15 грудня 2018 року разом із усіма іншими архієреями УПЦ КП взяв участь у Об'єднавчому соборі в храмі Святої Софії.